# Kolonia (Klątwy)
Kolonia – część wsi Klątwy w Polsce, położona w województwie lubelskim, w powiecie tomaszowskim, w gminie Tyszowce.
W latach 1975–1998 Kolonia administracyjnie należała do województwa zamojskiego.